# Victoria's Secret
Victoria's Secret és una companyia nord-americana que dissenya llenceria i altres productes de bellesa femenina.
La companyia fou fundada a San Francisco, Califòrnia, el 1977 per Roy Raymond, qui la va vendre el 1982 a la Corporació Limited Inc. i ara és propietat de la seua successora, la companyia Limited Brands. Des que s'apropiaren de la marca, la companyia ha tingut la seua seu a Columbus, Ohio.
El seu amo original, Raymond se suïcidà el 1993, en saltar del pont Golden Gate.
El 2005 la companyia va obtenir guanys per vendes de més de 2.400 milions de dòlars a través de les seues 900 tendes en els Estats Units. Els productes de Victoria's Secret també es troben disponibles per mitjà del negoci de catàlegs; Victoria's Secret Direct, amb vendes d'aproximadament 870 milions de dòlars. La companyia va guanyar notorietat en els anys 1990 després que començara a contractar models famoses en les seues campanyes publicitàries i les seues desfilades de moda.
Algunes supermodels que treballaren per a Victoria's Secret: Gisele Bündchen, Eva Herzigová, Tyra Banks, Naomi Campbell, Adriana Lima, Alessandra Ambrosio, Karolina Kurkova, Claudia Schiffer, Heidi Klum, Miranda Kerr i Valeria Mazza.

## Els àngels
Les models oficials foren confirmades el 1998, en una desfilada. Daniela Pestova, Helena Christensen, Karen Mulder, Stephanie Seymour i Tyra Banks foren els àngels de la promoció original.
- Helena Christensen - (1997-1998)
- Karen Mulder - (1997-2000)
- Stephanie Seymour - (1997-2000)
- Daniela Peštová - (1997 - 2002)
- Tyra Banks - (1997 - 2005)
- Maria Inés Rivero - (1998)
- Laetitia Casta - (1998-2000)
- Gisele Bündchen - (2000 - 2006)[1]
- Izabel Goulart (2005 - 2008)
- Karolina Kurkova (2005 - 2008)
- Selita Ebanks (2005 - 2008)
- Heidi Klum - (1999 - 2010)[2]
- Marisa Miller - (2007- 2010)
- Rosie Huntington-Whiteley - (2010)
- Chanel Iman - (2010 - 2012)
- Erin Heatherton - (2010 - 2013)
- Miranda Kerr - (2007 -)
- Doutzen Kroes - (2008 -)[3]
- Lindsay Ellingson - (2011 -)

## Àngels actuals
Actualment la marca de llenceria compta amb catorze àngels.

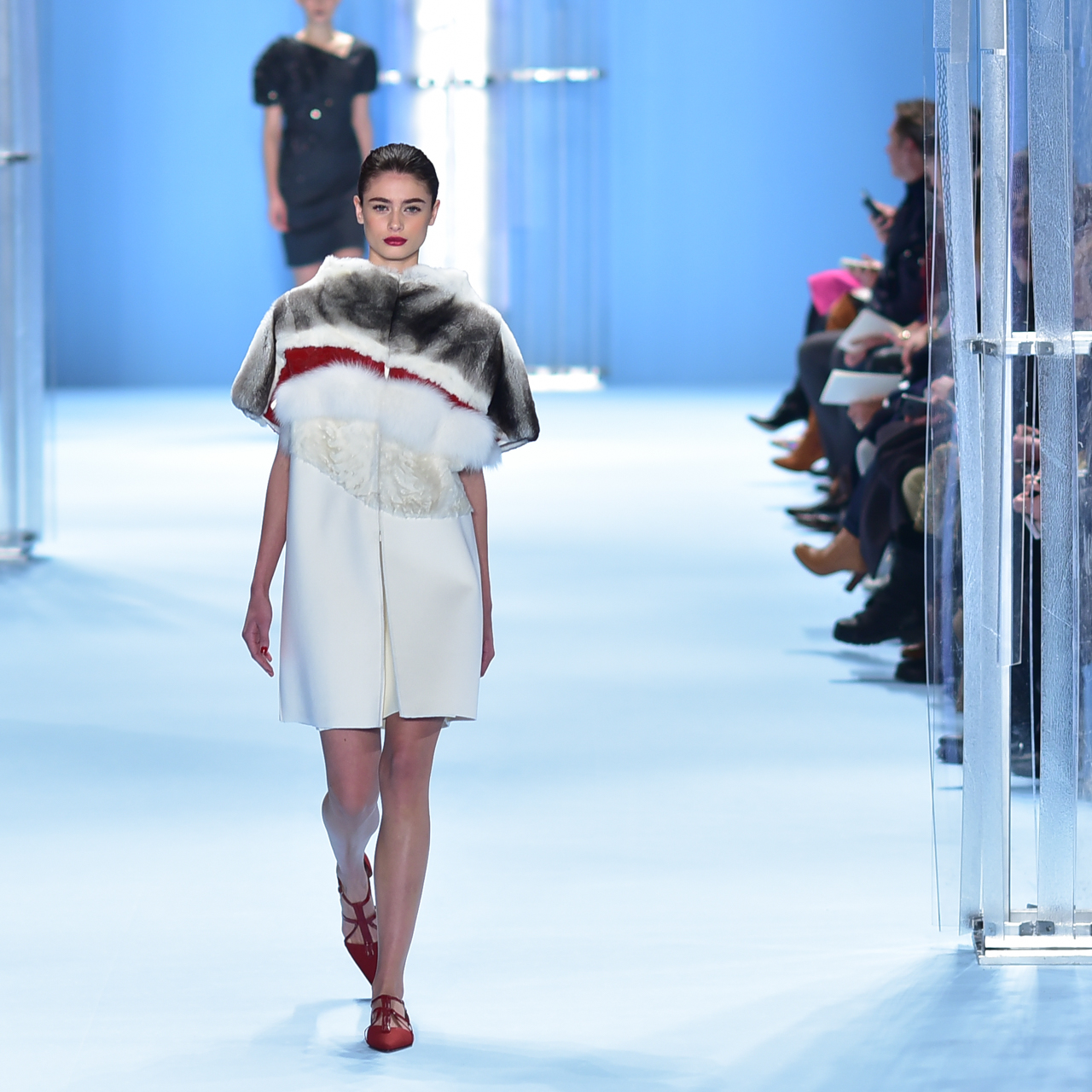
Un dels àngels de Victoria's Secret, Taylor Hill

- Adriana Lima (2000-2017)
- Alessandra Ambrosio (2004-2017)
- Lily Aldrige (2010-2017)
- Candice Swanepoel (2010-2017)
- Elsa Hosk (2015-2017)
- Behati Prinsloo (2010-2017)
- Martha Hunt (2015-2017)
- Stella Maxwell (2015-2017)
- Lais Ribeiro (2015-2017)
- Jasmine Tookes (2015-2017)
- Sara Sampaio (2015-2017)
- Josephine Skriver (2016-2017)
- Romee Strijd (2015-2017)
- Taylor Hill (2015-2017)

## Fashion Show
Cada any Victoria's secret fa una desfilada, la fan per donar publicitat i en aquesta desfilada hi participen models d'arreu del món. Les models que hi participen són escollides pels directors de l'empresa i en aquest Fashion Show hi participen també alguns cantants cada any com per exemple el 2015 que hi van participar els cantants Selena Gomez, Ellie Goulding i The Weeknd. Aquest show es va transmetre per televisió per primer cop a la cadena de televisió estatunidenca CBS i a Espanya per primera vegada pel canal DKISS. Algunes de les models que participen en aquesta desfilada a part dels àngels són Grace Elisabeth, Maria Borges, Blanca Padilla, etc.

## Fantasy bra

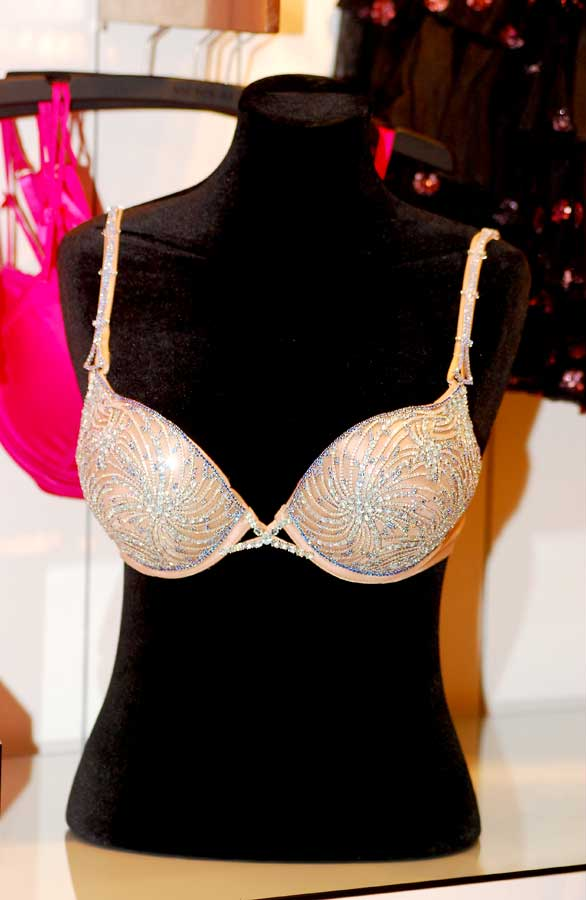
El Bombshell Fantasy Bra que va portar l'àngel Adriana Lima al 2010

L'anomenat Fantasy Bra és un sostenidor que es va crear per donar publicitat a la marca. Cada any es crea un nou, el primer va ser l'any 1996, va costar 1 milió de dòlars i el va portar la model Claudia Schiffer. El més car que han creat va ser el Red Hot Fantasy Bra i el va portar la Gisele Bündchen, ella ha portat en total dos Fantasy Bra encara que les models Adriana Lima i Heidi Klum han estat les que han portat més vegades aquest sostenidor, ja que l'han portat tres vegades cadascuna. Altres de les models que l'han portat són Candice Swanepoel (Royal Fantasy Bra) el 2010, Karolína Kurková en dues ocasions (Star of Victoria Fantasy Bra) el 2002 i (Hearts On Fire Diamond Fantasy Bra) l'any 2006. L'última dona escollida per a portar-lo ha estat Lais Ribeiro, que el va dur el novembre del 2017 (Champagne Nights Fantasy Bra).

## Crítiques
La marca ha estat bastant criticada per grups religiosos com Associació Americana de la Decència (American Decency Association) dels Estats Units i grups feministes com whatisvictoriassecret.com pel que al·leguen que és l'ús de "pornografia lleugera" en els seus anuncis.
La marca també ha rebut atacs de diversos grups ecologistes com Victoria's Dirty Secret (El Brut Secret de Victoria), el qual al·lega que la majoria dels catàlegs per correu de la marca, els quals no estan fets de paper reciclat, no són llegits mai i contribueixen a la desforestació.